# Reakcja syntezy
Reakcja syntezy (reakcja tworzenia) – reakcja chemiczna, w wyniku której z prostych substratów powstają bardziej złożone produkty.
Nie ma ogólnego schematu reakcji syntezy. Można zapisać jedynie schematy dla niektórych typów reakcji, np. reakcje gdzie z kilku substratów powstaje tylko jeden produkt:
aA + bB + cC + ... → AaBbCc...
gdzie:
A, B, C, ... - substraty

a, b, c, ... - współczynniki stechiometryczne

AaBbCc... - produkt

przykłady:
2 Mg + O2 → 2 MgO
2 Na + Cl2 → 2 NaCl
S + O2 → SO2
4 Fe + 3 O2 → 2 Fe2O3
CO2 + H2O → H2CO3
Jest reakcją odwrotną do reakcji analizy (rozkładu).